# 大橋廣
大橋 廣（おおはし ひろ、1882年（明治15年）3月18日 - 1973年（昭和48年）2月20日、女性）は、日本の植物学者・教育者である。日本女子大学第5代学長。日本家政学会を設立し、初代会長を務めた。

## 略歴
1882年（明治15年）、岡山県倉敷市に生まれた。同志社女学校に入学した後、親の命により中退して結婚する。一子をもうけるが、後に離婚する。離婚後、日本女子大学校に入学し、英文学部および教育学部第二部博物科を卒業。日本女子大学校で教えた後、1922年から1926年までシカゴ大学に留学し、シカゴ大学で植物学の博士号を取得した。
帰国後は日本女子大学校の師範家政学部で家庭黴菌学などを教えた。1947年日本女子大学校長に就任し、1956年まで務めた。日本家政学会を設立して初代会長に就いたほか、日本私立大学協会理事としても活動した。
1973年（昭和48年）2月20日、午前0時30分に死去。享年90歳。